# Johann von Aldringen

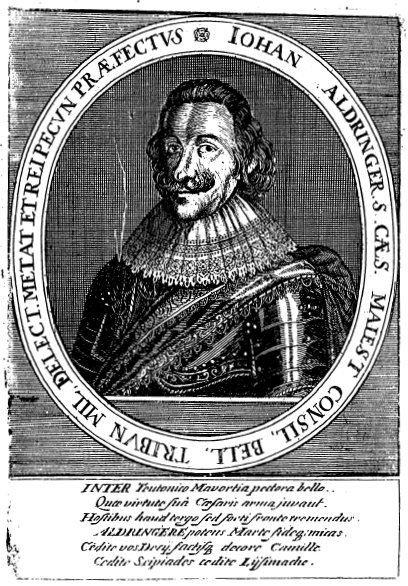
Johann Reichsgraf von Aldringen

Johann reichsgraf von Aldringen (czasami zwany  von Altringer) (1588 – 22 czerwca 1634) – wódz cesarski.
Urodził się w Diedenhofen (dziś Thionville) w Lotaryngii. Po licznych podróżach po Francji, Włoszech i Holandii wstąpił na uniwersytet w Paryżu.
W roku 1606 wstąpił do służby w armii hiszpańskiej, w której pozostał do roku 1618, kiedy to wstąpił do służby w armii cesarskiej. Tam wyróżnił się zarówno w polu jak i w radzie. W 1622 został pułkownikiem, dwa lata później został zatrudniony w Radzie Wojennej Cesarstwa i trudnił się wykonywaniem misji dyplomatycznych. Wyróżnił się w 1626 na moście Dessau walcząc przeciwko wojskom Mansfelda. Wspólnie ze swym stałym towarzyszem Gallasem otrzymał szlachectwo tego samego dni, a podczas włoskiej kampanii roku 1630 obaj oficerowie poślubili córki hrabiego d'Arco.
Aldringer służył następnie w stopniu generała majora pod hrabią Collalto i wziął udział w zdobyciu Mantui. Splądrowanie księstwa Mantui uczyniło Aldringena i jego kompana Gallasa zamożnymi ludźmi. W 1631 wrócił do Niemiec i służył jako dowódca artylerii pod wodzą hrabiego Tilly. Nie brał udziału w bitwie pod Breitenfeld, gdyż jego korpus znajdował się wtedy w okolicach Jeny. Jako świeżo upieczony hrabia Cesarstwa wziął udział w bitwie nad rzeką Lech, gdzie został ranny.
Gdy z powodu ran zmarł hrabia Tilly dowództwo nad jego armią objął Aldringen. Po ataku na Alte Veste pod Norymbergą, w którym jako dowódca był drugim po Wallensteinie, awansowany został na marszałka polnego. Następnie został postawiony na czele korpusu wspierającego armię Wallensteina, a sformowanego przez elektora Bawarii Maksymiliana I.
Na tym stanowisku jego takt i dyplomatyczne zdolności poddane zostały ciężkiej próbie, gdy usiłował utrzymać harmonię między obu książętami. Na koniec dworskie intrygi usunęły mającego zbyt wiele sukcesów księcia Frydlandu. Po śmierci Wallensteina Aldringen walczył ze Szwedami nad Dunajem. Dnia 22 lipca 1634 zginął podczas obrony Landshut. Ponieważ nie zostawił po sobie potomków, jego wielkie posiadłości odziedziczyła jego siostra.